# Dardan Shabanhaxhaj
Dardan Shabanhaxhaj (* 23. April 2001) ist ein österreichisch-kosovarischer Fußballspieler.

## Karriere

### Verein
Shabanhaxhaj begann seine Karriere beim Grazer AK. Im Dezember 2009 kam er in die AKA HIB Liebenau. Zur Saison 2010/11 kehrte er zum GAK zurück. Zur Saison 2014/15 wechselte er in die Jugend des SK Sturm Graz, bei dem er ab der Saison 2015/16 auch in der Akademie spielte, in der er fortan sämtliche Altersstufen durchlief.
Im Juli 2019 debütierte er gegen den FC Gleisdorf 09 für die Amateure der Grazer in der Regionalliga. Im August 2019 erzielte er bei einem 2:1-Sieg gegen die Amateure des Wolfsberger AC sein erstes Tor in der dritthöchsten Spielklasse.
Im Februar 2020 stand er gegen die SV Mattersburg erstmals im Profikader von Sturm. Im Mai 2020 erhielt er einen bis Juni 2023 laufenden Vertrag bei den Grazern. Sein Debüt in der Bundesliga gab er im Juni 2020, als er am 30. Spieltag der Saison 2019/20 gegen den SK Rapid Wien in der 84. Minute für Jakob Jantscher eingewechselt wurde. Bis Saisonende kam er zu zwei Bundesligaeinsätzen. In der Saison 2020/21 absolvierte der Offensivspieler 15 Bundesligapartien, davon allerdings keine von Beginn an.
Im August 2021 wurde er auf Kooperationsbasis an den Zweitligisten Kapfenberger SV verliehen. Bis zum Ende der Kooperation kam er zu 23 Einsätzen in der 2. Liga, in denen er sechs Tore erzielte. Zur Saison 2022/23 wurde er nach Slowenien an den Erstligisten NŠ Mura weiterverliehen. Für Mura kam er zu 25 Einsätzen in der 1. SNL, in denen er ein Tor erzielte. Im Juni 2023 wurde er von den Slowenen fest verpflichtet. In der Saison 2023/24 kam er dann bis zur Winterpause zu 19 Einsätzen, in denen er siebenmal traf.
Im Jänner 2024 wechselte Shabanhaxhaj nach Russland zu Rubin Kasan.

### Nationalmannschaft
Shabanhaxhaj absolvierte im Jänner 2017 zwei Spiele für die kosovarische U-17-Auswahl. Im März 2021 gab er gegen Saudi-Arabien sein Debüt für die österreichische U-21-Auswahl.